# Haute impédance
Pour un article plus général, voir Impédance (électricité).
En électronique, la haute impédance (aussi connue comme hi-Z, tri-state (troisième état), ou flottant) est l'état d'une broche de sortie qui n'est pas commandé par sa composante. Dans les composants numériques, cela signifie que le signal est à un niveau logique ni haut, ni bas (d'où le nom de troisième état). Un tel signal peut être vu comme un circuit ouvert (ou comme un fil « flottant ») car en le connectant à un composant à basse impédance il ne va pas l'affecter. La majorité des broches des circuits intégrés sont en fait des sorties tri-state qui sont connectées en interne à des entrées. C'est la base du fonctionnement des bus informatiques, ainsi que d'autres utilisations[Lesquelles ?].
Dans l'électronique numérique, un fil en haute impédance peut présenter une tension électrique proche ou inférieure au seuil d'un 0 logique. Ce qui peut provoquer la confusion en pensant lire un fil en haute impédance comme un 0 logique. Pour vérifier qu'un fil est en haute impédance une résistance de forte valeur peut être utilisée pour forcer le fil à l'état logique haut (un 1 logique). Un signal qui n'est pas en haute impédance ne peut pas être forcé à l'état logique haut de cette manière.
En électronique analogique le mode haute impédance est défini quand il n'existe aucun chemin basse impédance sur aucun des autres nœuds. La haute impédance a une forte sensibilité au bruit thermique. Il est aussi assez difficile de vérifier cet état, car l'impédance de l'outil de mesure peut perturber le circuit. La haute impédance en électronique analogique est souvent utilisée pour les amplificateurs car elle permet d'obtenir de fortes amplifications pour une faible consommation de courant.
On retrouve généralement la notation hi-Z sur du matériel audio (notamment sur des cartes son) afin d'indiquer une entrée en haute impédance (supérieure à 50 kΩ), permettant de brancher des sorties d'instruments comprises généralement entre 10 kΩ et 100 kΩ (telles que des sorties de guitares ou de basses). Il existe également des entrées en basse impédance (concernant plutôt les microphones).